# Road Runner und Wile E. Coyote

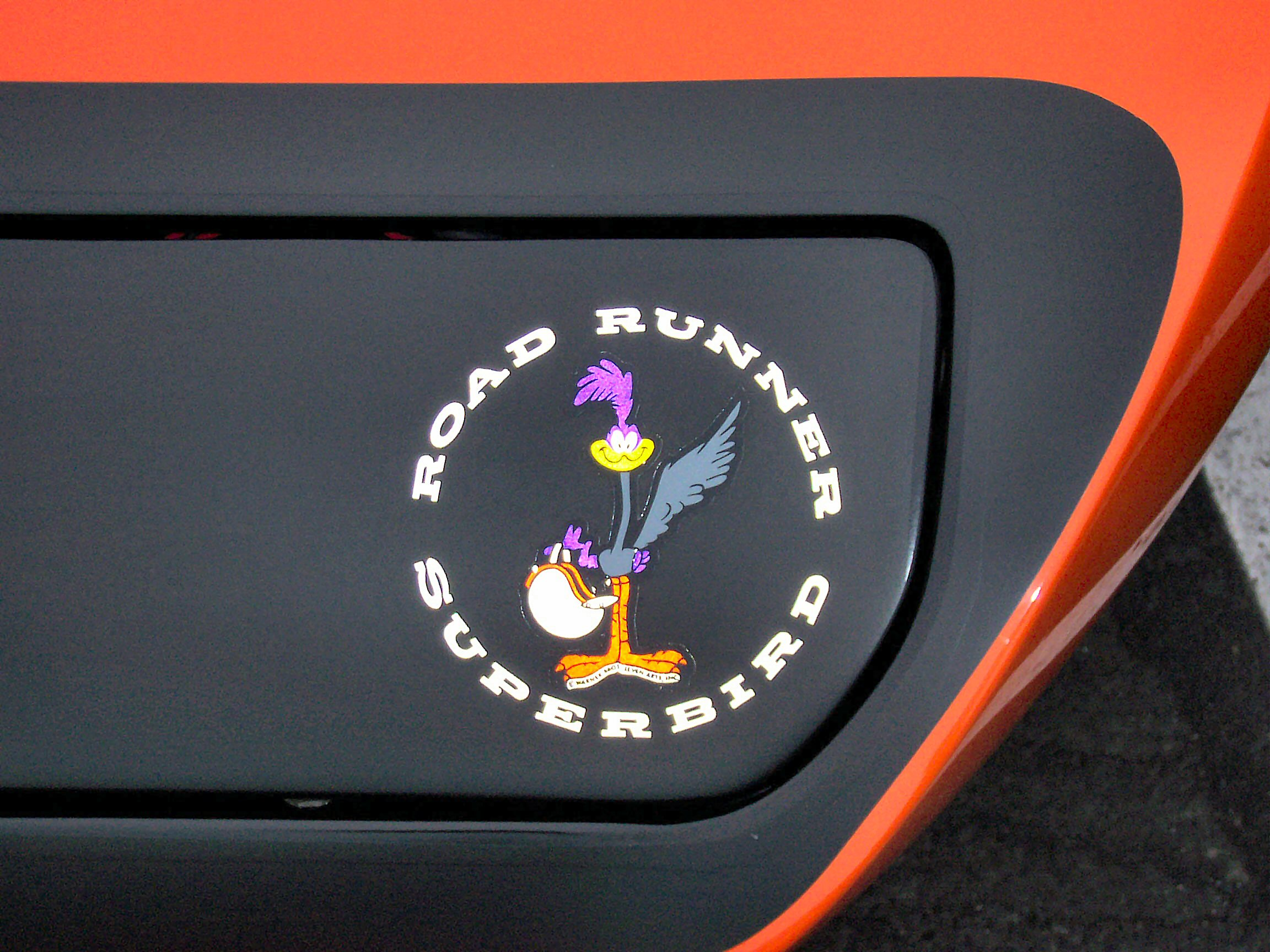
Road Runner auf dem Plymouth Superbird

Road Runner und Wile E. Coyote sind zwei Zeichentrick-Figuren von Chuck Jones, die in den Warner-Bros.-Produktionen Looney Tunes und Merrie Melodies auftreten. Aus dem speziellen Konzept für die Road-Runner-Filme folgt, dass beide Figuren fast ausschließlich gemeinsam auftreten. Lediglich der Kojote wurde in leicht abgewandelter Form mit anderen Looney-Tunes-Figuren kombiniert. Die ersten Folgen entstanden 1949 (Fast and Furry-ous) und 1952 (Beep Beep). Jones’ Cartoon war ursprünglich als Satire auf die seinerzeit sehr beliebten Katz-und-Maus-Trickfilme wie Tom und Jerry geplant. Nachdem aber der Pilotfilm nicht als Satire erkannt wurde, als Komödie jedoch gut beim Publikum ankam, wurde das ursprüngliche Konzept fallengelassen.

## Handlung
Die zwei einzigen Figuren sind:
- Road Runner – ein flugunfähiger, aber rasend schnell laufender Vogel, der leicht an den real existierenden Rennkuckuck (Geococcyx californianus, englisch Greater Roadrunner) angelehnt ist.
- Wile E. Coyote (in Deutschland auch als Karl der Coyote und Willi/Willy Kojote bekannt) – ein immer hungriger und vom Pech verfolgter Kojote. Der Name ist ein Wortspiel von wily (deutsch gerissen, schlau).

Die simple Handlung der Kurzfilme folgt immer demselben Muster: Der Road Runner läuft (so schnell, dass nur eine Staubfahne zu sehen ist) auf einer Straße durch eine wüstenartige felsige Landschaft, die dem Südwesten der Vereinigten Staaten nachempfunden ist, und gibt dabei ein hupenähnliches miep miep von sich. Der Kojote läuft entweder im selben Tempo hinter ihm her oder erwartet ihn jeweils mit einer vorbereiteten Falle, um ihn zu fangen. Seine Jagdtechniken reichen von simplen Gruben oder Klebstoff auf der Straße bis zu ausgeklügelten technischen Konstruktionen, überdimensionierten Sprengladungen oder Unmöglichkeiten wie „Unsichtbarkeitsfarbe“. Im besten Fall misslingt der Trick nur, meist aber wird der Kojote selbst das Opfer seiner Falle, indem er etwa von einer Klippe fällt, unter einem Felsblock begraben wird oder sich selbst in die Luft sprengt. Niemals ist der Kojote erfolgreich.
Naturgesetze werden in den Jagdszenen bewusst übergangen, beispielsweise kann der Road Runner durch Hindernisse hindurchlaufen, mit denen der Kojote bei der Verfolgung kollidiert. Gelegentlich führen die Jagden auch über Rohrleitungen beziehungsweise Tunnel, die weder ein System noch einen erkennbaren Zweck haben.
Ihren Witz beziehen die Filme aus überraschenden Wendungen der schiefgehenden Falle sowie der absurden Slapstick-Gewalt der Misserfolge des Kojoten. Beispielsweise kann der Roadrunner durch einen auf eine Felswand gemalten Tunnel hindurchlaufen, kurz darauf wird der ihm verblüfft nachsehende Kojote von einem aus dem „Tunnel“ kommenden Lastwagen überrollt. Obwohl eigentlich der Böse, fungiert der Kojote durch seine von vornherein zum Scheitern verurteilten Versuche als Sympathieträger, zumal die Filme auch deutlich auf seine Figur fokussieren. Der Road Runner dient nur als Jagdziel, ist nur selten im Bild und verfügt über keinen ausgearbeiteten Charakter. Meistens ist er ziellos auf den Straßen unterwegs, nur selten wird er z. B. als Paketbote dargestellt. Vom Kojoten ausgelegte Köder, meist Vogelfutter, werden vom Road Runner bereitwillig akzeptiert.
Gesprochen wird in der englischen Originalfassung nicht, abgesehen von der Lautäußerung des Road Runners, die, wenn überhaupt, eine spöttische Bedeutung hat. Bei Bedarf teilen sich die Charaktere dem Zuschauer (und einander) über hochgehaltene Schilder mit englischen Aufschriften mit. In deutschen Fassungen werden von einem Off-Sprecher deutsche Übersetzungen beigesteuert; Sprecher war Paul Julian. Das betrifft neben besagten Schildern auch die Beschriftungen in den Plänen des Kojoten oder der Produktpalette des fiktiven Herstellers ACME, der alle technischen Gadgets des Kojoten entstammen.
Ein ähnliches Motiv ist Hase und Wolf. Auch hier gibt es die wilde Jagd des Wolfes nach dem Hasen. Es kommen aber auch andere Tiere vor.

## Konzept
Chuck Jones erklärte in mehreren Interviews und in seiner Autobiographie, dass die Road-Runner-Cartoons auf einigen Regeln (Jones bezeichnet sie als Disziplinen, an die sich der Regisseur halten soll) basieren.
1. Der Road Runner kann dem Kojoten keinen Schaden zufügen, außer plötzlich hinter ihm aufzutauchen und ihn mit seinem „Meep Meep“ zu erschrecken.
2. Nur die eigene Unfähigkeit oder die Fehlfunktionen der ACME-Produkte können dem Kojoten Schaden zufügen, kein äußerer Einfluss ist dazu notwendig.
3. Wile E. Coyote könnte seine Jagd jederzeit einstellen, wenn er wollte – wäre er kein Fanatiker.
4. Die Cartoons kommen vollständig ohne gesprochene Dialoge aus, einzige Ausnahme ist das „Meep Meep“ des Road Runners.
5. Der Road Runner darf sich nur auf der Straße bewegen, wie es sein Name (road ‚Straße‘) impliziert. (Wird jedoch nicht immer eingehalten: So bewegt sich Road Runner auch des Öfteren auf Schienen, z. B. in der Folge „Stop! Look! And Hasten!“)
6. Der Ort der Handlung ist immer die Wüstenlandschaft im Südwesten der Vereinigten Staaten.
7. Alle Werkzeuge und Waffen, die der Kojote einsetzt, werden von ACME geliefert.
8. Die Schwerkraft ist der schlimmste Feind des Kojoten.
9. Der Kojote wird bei seinen Misserfolgen immer mehr gedemütigt als ernsthaft verletzt.
10. Der Kojote fällt erst dann in einen Abgrund, wenn er merkt, dass unter ihm nur Luft ist.
11. Der Road Runner kann nicht lesen, aber offensichtlich Schilder schreiben, was die einzige Form an Kommunikation darstellt.
12. Der Road Runner muss nicht trinken (wird in der Episode „Beep, Beep“ per Schild „gesagt“, jedoch trinkt er in mindestens einer anderen Episode einen Cocktail).

## Vermarktung
Aufgrund ihrer Bekanntheit wurden beide Figuren als Werbeträger eingesetzt. Chrysler kaufte für 50.000 US-Dollar Vermarktungsrechte von Warner Bros., um den 1968 bis 1980 gebauten Plymouth Road Runner mit Abbildungen des Road Runners und einer Hupe, die das „Beep Beep“ imitiert, auszustatten. Der Road Runner war auch Namensgeber für das Breitband-Internetangebot über das Kabelnetz von Time Warner. Beide Figuren traten in diversen Werbespots auf, zum Beispiel für Pepsi, Chevrolet oder Energizer.
Außerdem wurden mindestens fünf Videospiele hergestellt:
- Road Runner – zunächst 1985 als Arcade-Spiel von Atari, später auf Atari 2600, Commodore 64 (1987), ZX Spectrum, Amstrad CPC und NES (1989)
- Road Runner and Wile E. Coyote bzw. Road Runner (PAL Developments) für Amstrad CPC, Commodore 64 und ZX Spectrum (alle 1991)
- Road Runner’s Death Valley Rally für SNES
- Desert Speedtrap für Sega Game Gear und Sega Master System
- Desert Demolition für Sega Mega Drive